# SWAT 4: The Stetchkov Syndicate
SWAT 4: The Stetchkov Syndicate (рус. SWAT 4: Синдикат Стечкина) — компьютерная игра, тактический шутер от первого лица, разработанный компанией Irrational Games. Игра является дополнением к игре SWAT 4 и относится к серии игр SWAT. Издана компаниями Vivendi Universal Games и Sierra Entertainment 28 февраля 2006 года для персональных компьютеров под управлением Windows.

## Игровой процесс
В данном дополнении были добавлены новые элементы геймплея, которые делают его немного отличным от игрового процесса в игре SWAT 4.
Функция «отложенные команды» позволяет отложить выполнение указанных команд ботам. Игрок может назначать схему действий ботам, которую они будут выполнять после отдачи приказа. Данный элемент дает возможность новым тактическим манёврам, например, одновременной атаки комнаты с нескольких дверей с ботами во время режима карьеры.
Важным отличием от оригинала является то, что подозреваемые, бросив оружие, могут его подобрать после того как встали на колени, или достать из-за пазухи пистолет после того, как сдались. В оригинальном SWAT 4 подозреваемые, которые бросили оружие, никогда не поднимают его и не достают пистолет из кармана. Также в дополнении у них может подниматься мораль и они могут сопротивляться после того как встали на колени (бегать по карте в поиске оружия). В оригинале сдавшиеся подозреваемые абсолютно безопасны. В дополнении они безопасны только если на них надеты наручники.
В игру были внесены несколько новых видов вооружения, как для бойцов спецподразделения, так и для террористов. Из них, например, автомат АК-47, двухзарядный тазер, револьвер и другие.
Удар кулаком в сетевой игре (штурм, VIP) уменьшает здоровье противника, но не может убить. Например, если ударить более 50 раз VIP-персону, а потом выстрелить из пистолета ему в руку, он умрет.

### Коллективная игра
- Облава — задача преступников — найти кейс и донести его до нужной точки на карте, пока не закончится отведённое на это время. Задача спецназа — не допустить этого. При аресте каждого преступника от оставшегося времени отнимается 30 секунд. Если убит или арестован тот, в чьих руках кейс, кейс остаётся на месте убийства (ареста). Спецназовцы не могут его подобрать.
- Голосование — появилось меню голосования, позволяющее игрокам выбрать командира отряда, сменить карту и режим игры, а также исключить из игры или запретить доступ к серверу игрокам, ведущим себя недопустимым образом.
- Редактор заданий для совместной игры — в режиме совместной игры можно выполнять и задания режима «Быстрый старт». При создании коллективной игры выберите вариант «Быстрый старт» — запустится редактор заданий.
- Совместная игра (10 игроков) — в режиме совместной игры могут принимать участие до 10 игроков. Команда может разделиться на «красных» и «синих», чтобы войти на карту с двух разных точек.
- Голосовое общение — в данное дополнение включена возможность голосового общения. Отключить её можно через меню настройки. Заблокировать игроков, отправляющих сообщения оскорбительного характера, можно на экране счёта.

## Сюжет
Все 7 миссий в игре связаны одной сюжетной линией. В этих миссиях игрок вместе со своим отрядом прибывает на места преступлений, в которых был замешан болгарский торговец оружием Стечкин. Постепенно отряд SWAT ликвидирует все важные объекты, которые были в наличии у Стечкина. К концу игры отряд прибывает на основной склад оружия Стечкина, на котором тот находится и обезвреживает его.

## Разработка
22 сентября 2005 года разработчики игры официально анонсировали дополнение к игре SWAT 4 и раскрыли несколько подробностей об игре. Также было опубликовано несколько новых скриншотов и названа предварительная дата выхода — первый квартал 2006 года

.
17 ноября 2005 года на игровом сайте GameSpot было опубликовано интервью с продюсером игры — Полом Павлики (англ. Paul Pawlicki). В этом интервью он поделился с журналистами информацией относительно нововведений в игре и её особенностях.
1 февраля 2006 года игра отправилась в печать
.
27 февраля 2006 года разработчики выпустили SDK-инструменты, которые стали доступными для загрузки любым пользователям, желающим разрабатывать модификации к игре
.
28 февраля 2006 года состоялся релиз игры в странах Северной Америки
.

## Отзывы
| Сводный рейтинг | Сводный рейтинг |
| Агрегатор       | Оценка          |
| --------------- | --------------- |
| GameRankings    | 80,61 %         |